# Quenopodiàcies
Les quenopodiàcies són una família de plantes amb flors (moltes vegades molt menudes i poc aparents) que avui es considera que formen part de les amarantàcies. En el seu moment tenien prou importància dins del Sistema Cronquist de classificació de les fanerògames, que es basa sobretot en criteris morfològics i anatòmics.
Tenien al voltant de 100 gèneres i un número estimat d'unes 1500 espècies, distribuïdes per zones de clima temperat o subtropical. Moltes quenopodiàcies són pròpies de terrenys ruderals, rics en nitrogen o salins, més o menys desèrtics. Algunes tenen importància econòmica com a aliment com les bledes, els espinacs o la quinoa.
Els treballs basats en característiques genètiques i moleculars, fets pel Grup per a la filogènia de les angiospermes, van posar en evidència el caràcter parafilètic de molts grups que tenien una forta tradició però que no tenen un únic avantpassat comú. Com a resultat d'aquests treballs, tots els representants de les quenopodiàcies han anat a parar a la família de les amarantàcies.

## Descripció
Dins d'aquesta família hi ha herbes anuals, biennals o perennes. La majoria són espècies herbàcies però també trobem arbustos llenyosos.
Les quenopodiàcies són plantes amb flors molt petites i poc aparents, agrupades en inflorescències multiflores, pentàmeres i amb un periant amb una sola capa (cinc tèpals de color  verdós). La polinització és anemòfila i el fruit sec, en forma d'aqueni (una sola llavor en un fruit indehiscent).
De tots els gèneres existents dins de les quenopodiàcies, a l'àmbit dels Països Catalans s'han descrit els següents, amb alguns criteris diferents i sinònims diversos segons la bibliografia consultada:
Chenopodium, Einadia,  Atriplex,  Halimione, Beta (planta), Patellifolia, Spinacia, Camphorosma, Bassia, Kochia, Salsola, Caroxylon, Soda, Haloxylon, Suaeda, Halogeton, Hammada, Halocnemum, Anabasis, Arthrocnemum, Sarcocornia, Salicornia, Halopeplis, Microcnemum, Polycnemum.   
Podem diferenciar-ne tres tipus força diferents: Chenopodium, Einadia, o Atriplex serien part del que hom vulgarment anomena "blets", males herbes dels camps amb fulles amples, de vegades un xic suculentes, on també podríem posar les bledes i els espinacs.
En canvi, a la Salicornia i altres gèneres propers com Halocnemum, Arthrocnemum o Microcnemum, en llenguatge comú els anomenaríem salicorns, espècies suculentes típiques d'indrets salats (halòfits) amb tiges inflades que acumulen aigua.
Finalment, Suaeda, Salsola , Bassia i altres gèneres afins, a mig camí entre els blets i les salicòrnies i amb adaptacions per a la sequera, són espècies estèpiques, sovint arbustives però també hi ha espècies anuals, pròpies d'ambients semidesèrtics, amb aspecte sec i fulles poc o molt reduïdes, que també poden suportar una certa salinitat.
Ja tradicionalment, es consideraven una família propera a les amarantàcies. A moltes de les espècies del gènere Amaranthus se'ls anomena "blets punxents" i tenen una estructura floral molt semblant que es diferencien només per que els tèpals de les amarantàcies (sensu stricto) tenen consistència membranosa i són més o menys translúcids, a l'igual que algunes bràctees que poden apàreixer a la base de les flors. A més, en la majoria dels casos, els estams de les amarantàcies no són lliures i es troben soldats per la base fent una mena de coroneta.

## Història taxonòmica
A resultes dels treballs fets pel Grup per a la filogènia de les angiospermes que van estudiar les relacions entre les amarantàcies i les quenopodiàcies, es va veure que tal com estaven plantejades, les quenopodiàcies eren parafilètiques.

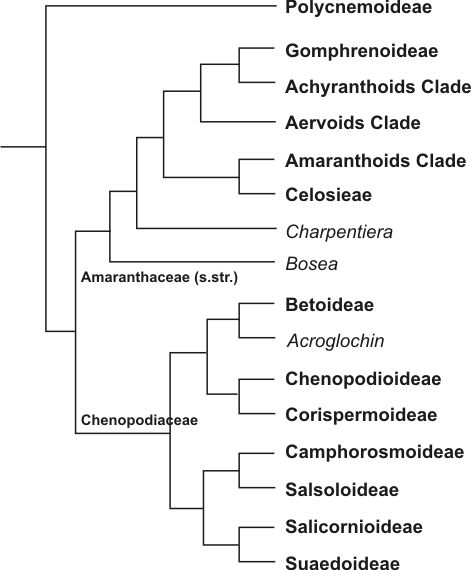
Cladograma de les Amaranthaceae

Així, els representants de Polycnemum (i altres gèneres afins inclosos tradicionalment a les quenopodiàcies) estarien situats evolutivament a la base de les altres dues famílies, tal com mostra la imatge adjunta. Si Polycneum s'incloïa dins de les quenopodiàcies, llavors (filogenèticament) s'havien d'incloure també tots els representants de les amarantàcies.
Si es volia separar a la subfamília de les Polycnemoideae i se li donava categoria de família pròpia, llavors es podrien mantenir les dos famílies de les quenopodiàcies i amarantàcies com a dos clades monofilètics
La família Amarantàcies va ser publicada per primera vegada l'any 1789 per Antoine Laurent de Jussieu a Genera Plantarum. La primera publicació de la família Chenopodiaceae va ser 10 anys més tard, l'any 1799, per Étienne Pierre Ventenat a "Tableau du Regne Vegetal". Les normes de taxonomia marquen que sempre que hi ha un conflicte entre dues denominacions de la mateixa cosa, el nom més antic té prioritat i per això el nom científic vàlid resultat de fusionar aquestes dues famílies ha de ser el de les amarantàcies (Amaranthaceae s.l. = lato sensu), encara que la família més gran i diversificada de les dues serien les quenopodiàcies.

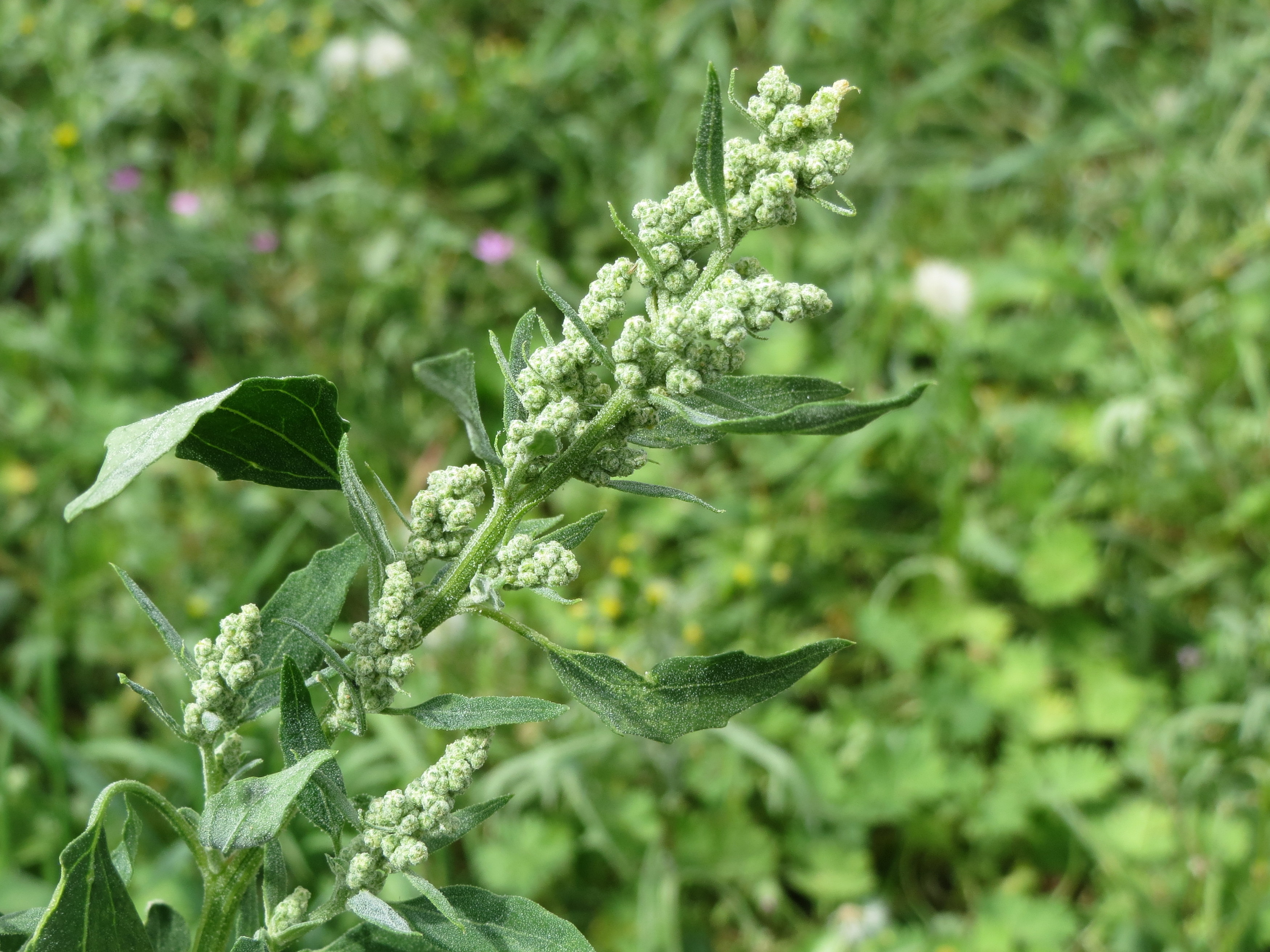
El blet blanc una mala herba dels camps.
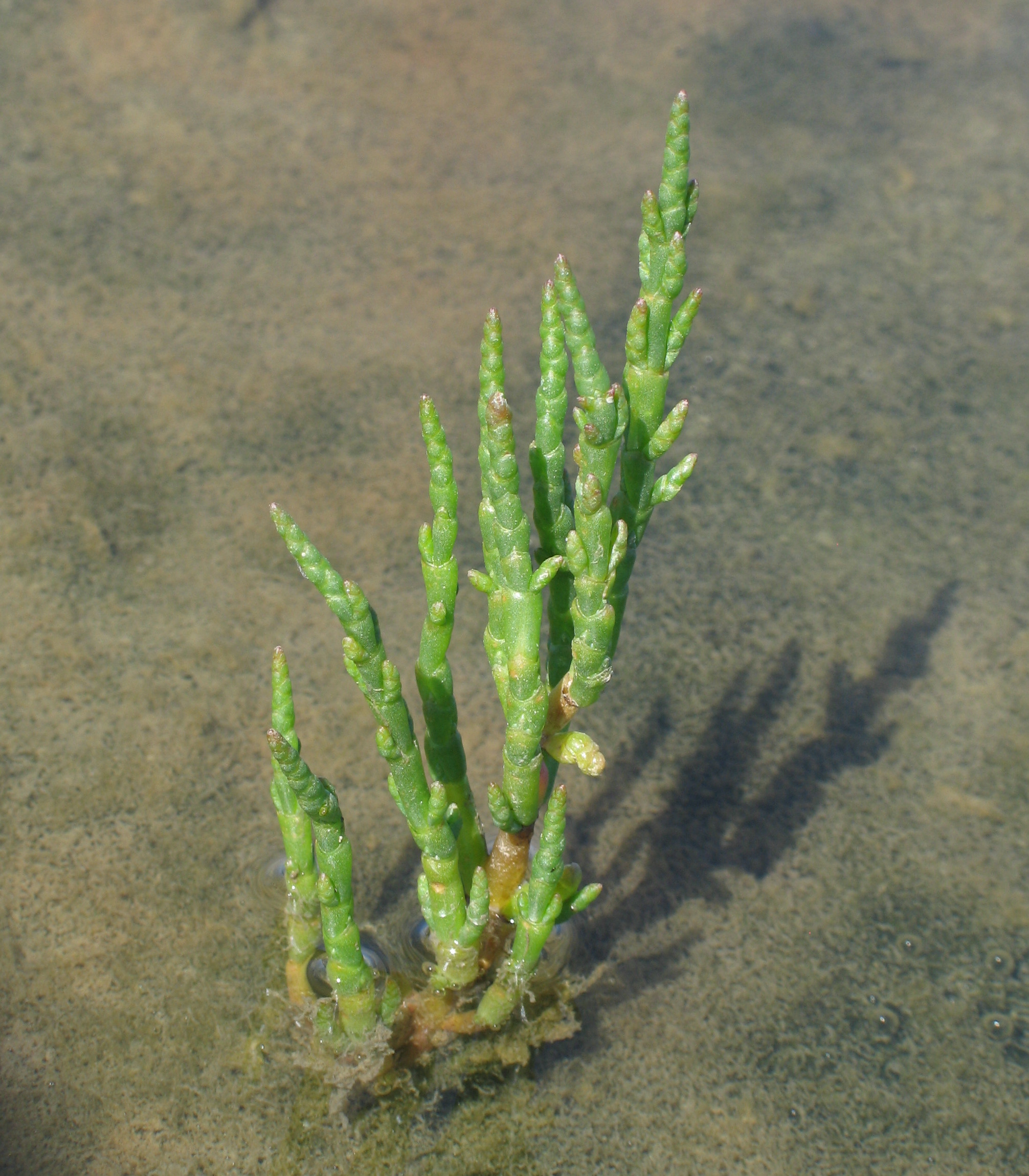
Salicornia europaea un halòfit suculent.
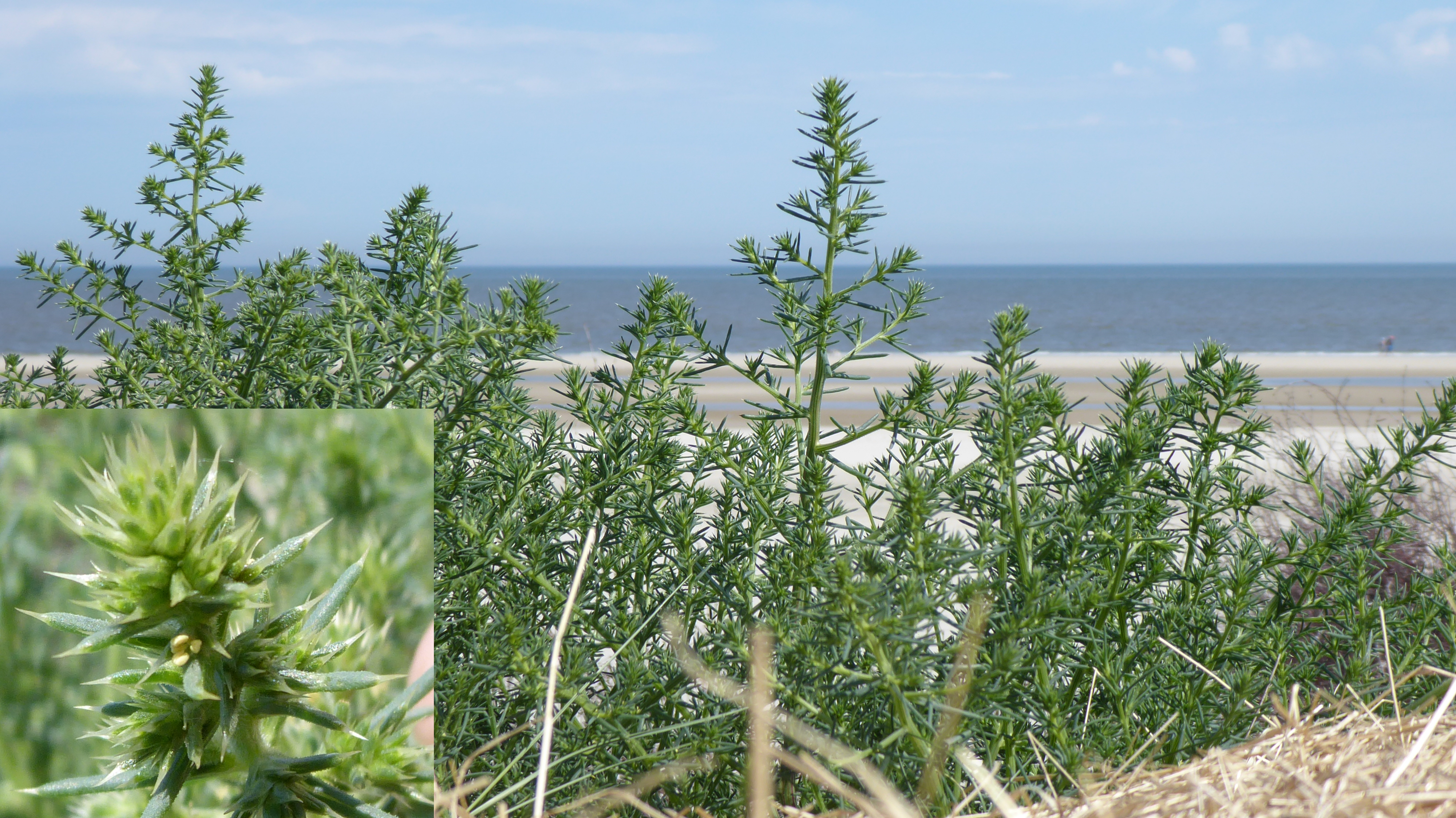
Salsola kali viu en ambients sorrencs i ruderals.